# Sven Pettersson
Pour les articles homonymes, voir Pettersson.
Sven Erik Artur Pettersson (né le 24 juillet 1927 à Härnösand et mort le 19 avril 2017) est un sauteur à ski suédois.
Il termine cinquième à l'épreuve du petit tremplin de Saut à ski aux Jeux olympiques de 1956.

## Palmarès

### Jeux olympiques
- Cortina d'Ampezzo 1956 :  5e en individuel